# (29435) Mordell
(29435) Mordell est un astéroïde de la ceinture principale.

## Description
(29435) Mordell est un astéroïde de la ceinture principale. Il fut découvert le 8 mai 1997 à Prescott (Arizona) par Paul G. Comba. Il présente une orbite caractérisée par un demi-grand axe de 2,22 UA, une excentricité de 0,22 et une inclinaison de 5,0° par rapport à l'écliptique.

## Compléments